# Akın Akınözü
Süreyya Akın Akınözü (Ankara, 22 de septiembre de 1990) es un actor turco conocido por interpretar a Miran Aslanbey en la novela de televisión turca Hercai.

## Biografía
Akınözü nació en Ankara, Turquía, en 1990 y es el único hijo de la actriz Özlem Akınözü y Tamer Akınözü. Su abuelo materno fue uno de los primeros presentadores de televisión en TRT (Radio y Televisión de Turquía). Asistió a la Ankara TED High School y estudió matemáticas en la Universidad de California en Berkeley, donde vivió durante unos 6 años antes de decidir convertirse en actor.

## Carrera
Su interpretación como Miran en Hercai le ha valido premios como: "Mejor actor en una serie dramática" (24th Golden Lens Awards of the Magazine Journalists Association 2019) y "Mejor pareja en una serie de televisión", junto a su co -estrella Ebru Sahin (Premios del periódico Ayaklı 2020). También fue galardonado con el Premio Nova Más como Mejor Actor Masculino en 2019 y Mister Nova 2019 de la cadena de televisión española Nova Atresmedia.

## Filmografía
| Series de Televisión | Series de Televisión  | Series de Televisión        | Series de Televisión |
| Año                  | Título                | Papel                       | Notas                |
| -------------------- | --------------------- | --------------------------- | -------------------- |
| 2015                 | Muhteşem Yüzyıl Kösem | İvan Ali                    | Rol de soporte       |
| 2016                 | Arkadaşlar İyidir     | Yunus Çağlayan              | Rol de soporte       |
| 2017-2018            | Aslan Ailem           | Murat Aslan                 | Papel principal      |
| 2017-2018            | Payitaht: Abdülhamid  | Ömer                        | Rol de soporte       |
| 2019–2021            | Hercai                | Miran Aslanbey              | Papel principal      |
| 2021-presente        | Kaderimin Oyunu       | Cemal Kaya                  | Papel principal      |
| 2022-presente        | Tuzak                 | Cinar Yilmaz/Umut Yorucoglu | Papel principal      |

| Películas | Películas | Películas | Películas      |
| Año       | Título    | Papel     | Notas          |
| --------- | --------- | --------- | -------------- |
| 2014      | Azrail    | Gaffur    | Rol de soporte |

## Premios y nominaciones
| Año  | Premios                        | Categoría                            | Trabajo nominado | Resultado |
| ---- | ------------------------------ | ------------------------------------ | ---------------- | --------- |
| 2019 | Premios Nova Más y Mister Nova | Mejor actor en serie dramática       | Hercai           | Ganador   |
| 2019 | Premios Golden Objective       | Mejor actor en serie dramática       | Hercai           | Ganador   |
| 2020 | Premios Golden Butterfly       | Mejor actor en serie dramática       | Hercai           | Nominado  |
| 2020 | Premios Golden Butterfly       | Mejor Pareja de TV (con Ebru Şahin ) | Hercai           | Nominado  |